# Sándwich de tocino, huevos y queso

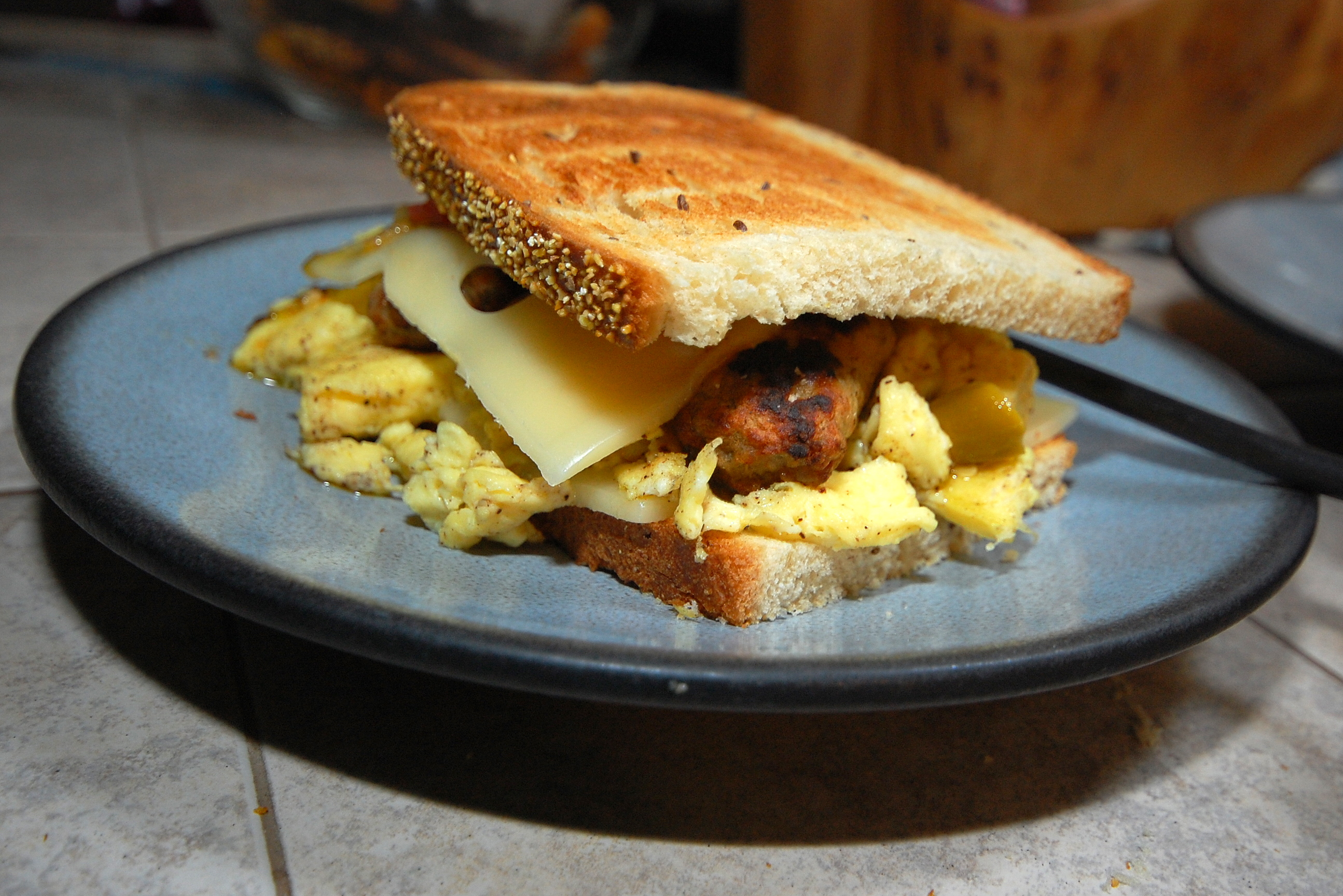
Un sándwich de tocino, huevos y queso

El sándwich de tocino, huevos y queso es un tipo de sándwich para el desayuno hecho con tocino, huevos (típicamente fritos o revueltos), queso y pan, que por lo general es  tostado y untado con mantequilla. En unas variantes substituyen el tocino por salchicha o jamón. A veces se denomina simplemente como BEC o BE&C.

## Variantes
Para su preparación se usan diferentes panes como croissants, bagels, tostado, biscuits y muffins, también se sirve como burrito o taco. Suele agregársele tomate. Una versión más consistente incluye hash browns. Uno de estos sándwiches contiene aproximadamente 20 gramos de grasa y 350 calorías, aunque ha sido adaptado a una versión baja en carbohidratos.

## Aspectos de salud
Una publicación de salud recomienda retirar las salchichas, el tocino y otras carnes de los sándwiches del desayuno, para ahorrar 200 o más calorías y un ración de grasa saturada.